# Linnaeite
La linnaeite (simbolo IMA: Lin) o linneite è un minerale piuttosto raro del cobalto del supergruppo dello spinello e in particolare dei tiospinelli, nella cui famiglia occupa un posto nel sottogruppo della linnaeite; appartiene alla classe dei minerali "solfuri e solfosali" con la composizione chimica Co2+Co3+2S4, noto anche come Co3S4 e quindi, chimicamente parlando, solfuro di cobalto(II,III) e l'analogo solforato della bornhardtite.

## Etimologia e storia
Il minerale fu descritto per la prima volta nel 1746 dal chimico svedese Georg Brandt da un giacimento svedese con il nome di pirite svedese. Dopo averlo tostato, gli è rimasta una polvere nera. Utilizzando polvere di carbone e dopo un intenso trattamento termico in un forno di forgiatura, ottenne una massa compatta, rossastra e malleabile con proprietà magnetiche, che in seguito riconobbe come un nuovo elemento, precedentemente sconosciuto, il cobalto.
Friedrich Hausmann coniò il nome ghiaia di cobalto nel 1813 e Karl Rammelsberg ghiaia di nichel cobalto nel 1849 per il minerale svedese.
Tuttavia, al minerale fu dato nel 1845 da Wilhelm Karl Ritter von Haidinger il nome di linneite, dal nome famoso botanico e tassonomista svedese Carl von Linné. Nel mondo anglofono, invece, prevaleva il nome linnaeite, che deriva dal nome latinizzato di Linneo, Carolus Linnaeus.
Tuttavia, una descrizione mineralogica completa è stata possibile solo sulla base di campioni di minerali provenienti dai giacimenti di minerali polimetallici delle miniere di Bastnäs vicino a Riddarhyttan, nella provincia svedese della contea di Västmanland. Le analisi chimiche furono effettuate da Wernekink e Hisinger, e nel 1832 François Sulpice Beudant pubblicò i risultati delle prove e delle descrizioni dei minerali nel suo secondo volume del Traité élémentaire de minéralogie sotto il nome di Koboldine. I pozzi di Bastnäs sono quindi considerati la località tipo del minerale. Inoltre, in essi sono stati scoperti molti altri minerali di terre rare, da cui sono stati estratti per la prima volta gli elementi cerio e lantanio.
Non esiste un luogo di stoccaggio definito per il campione tipo di linnaeite.
La linnaeite era già conosciuta prima della fondazione dell'Associazione Mineralogica Internazionale (IMA) nel 1958 ed era riconosciuta come minerale nel mondo professionale. In quanto cosiddetto minerale grandfathered (G), il riconoscimento della linnaeite come specie minerale separata è stato adottato dalla Commissione per i nuovi minerali, la nomenclatura e la classificazione (CNMNC).

## Classificazione
L'attuale classificazione dell'IMA include la linnaeite nel "supergruppo spinello", dove forma il "sottogruppo linnaeite" all'interno dei "tiospinelli" insieme a cadmoindite, cuprorodsite, daubréelite, greigite, indite, joegoldsteinite, kalininite, polidimite, siegenite, violarite e xingzhongite (a partire dal 2019).
Già nell'obsoleta 8ª edizione della sistematica dei minerali secondo Strunz, la linnaeite apparteneva alla classe dei minerali di "solfuri e solfosali" e lì alla sottoclasse dei "solfuri con [il rapporto di massa] M:S < 1:1", dove diede il suo nome alla "serie della linnaeite" con il sistema nº II/C.01 con gli altri membri: bornhardtite, carrollite, daubréelite, greigite, indite, polidimite, siegenite, trüstedtite, tyrrellite e violarite.
Nella Sistematica dei lapis (Lapis-Systematik) di Stefan Weiß, che è stata rivista e aggiornata l'ultima volta nel 2018 e che si basa ancora su questa vecchia classificazione per rispetto verso i collezionisti privati e delle collezioni istituzionali, il minerale è stato assegnato al sistema e al minerale nº II/D.01-20. In questa Sistematica ciò corrisponde anche alla classe "Solfuri con il rapporto di metallo : S, Se, Te < 1:1", dove la linnaeite forma il "Gruppo della linnaeite" insieme a bornhardtite, cadmoindite, carrollite, cuprokalinite, daubréelite, fletcherite, florensovite, greigite, indite, kalininite, polidimite, siegenite, trüstedtite, tyrrellite e violarite.
La 9ª edizione della sistematica minerale di Strunz, che è stata aggiornata l'ultima volta dall'IMA nel 2009, classifica la linnaeite nella nuova divisione dei "solfuri metallici con il rapporto di quantità materiale M:S = 3:4 e 2:3". Questo è ulteriormente suddiviso in base all'esatto rapporto delle sostanze, in modo che il minerale possa essere trovato in base alla sua composizione nella suddivisione "M:S = 3:4", dove si trova insieme a bornhardtite, cadmoindite, carrollite, cuproiridsite, cuprorhodsite, daubréelite, ferrorhodsite, fletcherite, florensovite, greigite, indite, kalininite, malanite, polidimite, siegenite, trüstedtite, tyrrellite, violarite e xingzhongite, insieme alle quali forma il "gruppo della linnaeite" ancora esistente con il sistema nº 2.DA.05.
La classificazione dei minerali di Dana, che viene utilizzata principalmente nel mondo anglosassone, classifica anche la linnaeite nella classe dei "solfuri e solfosali" e lì nella sottoclasse dei "minerali solfuri". Qui è anche menzionato come l'omonimo del "Gruppo della linnaeite (Isometrico: Fd3m)" con il sistema nº 02.10.01 e gli altri membri carrollite, fletcherite, tyrrellite, bornhardtite, siegenite, polidimite, violarite, trüstedtite, greigite, daubréelite, indite, kalininite, florensovite, cuproiridsite, cuprorhodisite, malanite, ferrorodsite e cadmoindite all'interno della suddivisione "Solfuri – compresi seleniti e tellururi – con composizione AmBnXp, con (m+n):p=3:4".

## Chimica
Nel composto teoricamente ideale della linnaeite (Co3S4), il minerale è costituito da tre ioni cobalto (Co) e quattro ioni zolfo (S). Ciò corrisponde a una frazione di massa (percentuale di peso) del 57,96% in peso di cobalto e del 42,04% in peso di zolfo.
Tuttavia, a causa dell'estesa formazione di cristalli misti con diversi solfuri della stessa struttura, la linnaeite può mostrare elevate miscele estranee di rame (Cu), ferro (Fe) e nichel (Ni). Ad esempio, in campioni di minerali chimicamente simili provenienti dalle miniere di rame e cobalto di Gladhammar, a circa 15 km a sud-ovest di Västervik, nella provincia svedese della contea di Kalmar, sono state misurate miscele estranee del 7,35% in peso di nichel, dell'8,79% in peso di rame e dell'1,30% di ferro, oltre a un grado di deviazione del 40,71% in peso di cobalto e del 41,43% in peso di zolfo. Altri campioni analizzati nella contea di Carroll, nel Maryland negli Stati Uniti (miniere di ferro-rame a Finksburg, Louisville e Sykesville) hanno analizzato il 4,75% di nichel, il 2,40% di rame e il 2,36% di ferro in peso, oltre al 48,70% in peso di cobalto e al 41,70% in peso di zolfo.
Inoltre, la linnaeite forma una serie di cristalli misti con polidimite (Ni2+Ni3+2S4) in cui il cobalto è sostituito dal nichel.

## Abito cristallino
La linnaeite cristallizza sotto forma di sistema cubico nel gruppo spaziale Fd3m (gruppo nº 227) con la costante di reticolo a = 9.43 Å e 8 unità di formula per cella unitaria. La struttura cristallina corrisponde alla struttura dello spinello in cui l'ossigeno è sostituito dallo zolfo (tiospinelo).
La linnaeite sviluppa cristalli opachi di dimensioni per lo più di pochi millimetri e habitus ottaedrico, ma si trova anche sotto forma di aggregati minerali granulari o massicci.

## Proprietà
La linnaeite precipita l'acido solforoso davanti al cannello a soffiatura e, una volta tostata, si forma una sfera magnetica. Nell'acido nitrico, il minerale si dissolve con il rilascio di zolfo. La linnaeite, d'altra parte, è insolubile in acido cloridrico.

## Origine e giacitura
La linnaeite si forma generalmente insieme ad altri solfuri di nichel e cobalto in condizioni idrotermali nei depositi venosi, ma può formarsi anche in depositi metamorfici e sedimentari. I minerali compagni includono calcopirite, pirrotite, millerite, bismutinite, gersdorffite, carrollite, cattierite, ullmannite, marcasite, pirite, galena e sfalerite.
Essendo una formazione minerale piuttosto rara, la linnaeite può essere abbondante in vari siti, ma nel complesso non è molto diffusa. A oggi (a partire dal 2022), sono stati documentati circa 260 siti di linnaeite in tutto il mondo. [18] Oltre alla località tipo Bastnäs nella contea di Västmanland, il minerale è stato trovato anche in Svezia a Smedsbo in Dalarna, Vittangi (comune di Kiruna) in Lapponia, Tunaberg (Nyköping) nel Södermanland, e in diverse località dello Småland e del Västmanland.
In Germania, la linnaeite è stata trovata nella Foresta Nera nel Baden-Württemberg, nella Bassa Baviera e nell'Alto Palatinato, vicino a Bellnhausen (Gladenbach) in Assia, sul Rammelsberg in Bassa Sassonia, nel Sauerland e nel Siegerland, in diverse località della Renania-Palatinato, nei Monti Metalliferi sassoni e vicino a Ronneburg, in Turingia. Quantità degne di nota sono state trovate soprattutto nei giacimenti idrotermali di siderite nei pressi di Müsen, Eiserfeld, Littfeld e Grünau.
In Austria, il minerale è stato trovato sull'Hüttenberger Erzberg in Carinzia, a Stubach nel Salisburghese e in diverse località della Stiria e del Tirolo.
In Svizzera, la linnaeite è stata trovata nella Valle del Murg nel Canton Glarona, a Trun nel Canton Grigioni, a Molino nel Canton Ticino e ad Ayer (Val d'Anniviers) nel Canton Vallese.
La mineralizzazione sedimentaria di rame e cobalto nella miniera di Kilembe nel Regno di Toro in Uganda è nota anche per i suoi cristalli ben formati con un diametro fino a tre centimetri. [19] Altri depositi sedimentari noti di questo tipo si trovavano nella Rhodesia del Nord e nel Katanga.
La linnaeite è stata trovata in vari siti in tutto il mondo da Australia, Canada, Cina, Finlandia, Francia, Italia, Norvegia, Polonia, Russia e Stati Uniti d'America.

## Forma in cui si presenta in natura
Il minerale è opaco in qualsiasi forma e di colore da grigio chiaro a grigio acciaio; il suo striscio è grigio-nerastro sulla mattonella di prova. Le superfici cristalline dei campioni hanno una lucentezza metallica. Dopo un po' di tempo, tuttavia, questi possono appannarsi diventando opachi o assumendo colori vivaci.

### Variazioni
È nota una varietà aurifera di linnaeite. Finora, questo è noto solo da un ritrovamento nella miniera di Santa Fé, nello stato messicano del Chiapas.